# Dionysia trinervia
Dionysia trinervia är en viveväxtart som beskrevs av Per Erland Berg Wendelbo. Dionysia trinervia ingår i släktet Dionysia och familjen viveväxter. Inga underarter finns listade i Catalogue of Life.